# Parti camerounais pour la réconciliation nationale
Le Parti camerounais pour la réconciliation nationale  (PCRN) est un parti politique camerounais, créé le 14 février 2003.

## Histoire
Le parti est créé avec la collaboration d'Albert Fleury Massardine et Robert Kona,,. Le fils de Massardine, actuel secrétaire général, est l'entremetteur entre Cabral Libii et le PCRN, en recherche d'un parti qui va l'investir,.
Le 4 janvier 2024, Cabral Libii doit comparaître devant le tribunal de première instance du Mayo-Kani à Kaélé (Extrême-Nord) . Lors d'une conférence de presse en décembre 2023 à Yaoundé, Robert Kona, ancien administrateur civil et fondateur du parti, l'accuse d'avoir utilisé la réunion du 11 mai 2019 à Guidiguis (Mayo-Kani) pour l'évincer et prendre le contrôle du PCRN,,,. Il déclare aussi que le PCRN n'investira jamais Cabral Libii,,,.
Son congrès annoncé par Cabral Libii à Kribi en décembre 2023 est interdit.
Le PCRN est considéré comme la troisième force politique du pays lors des élections législatives camerounaises de 2020 avec 5 députés à l'Assemblée nationale,.
Le président du parti est Cabral Libii, élu le 11 mai 2019, au cours du premier congrès du parti tenu à Guidiguis dans la région de l'Extrême Nord,. Il remplace Robert Kona, fondateur du PCRN, qui dirige le parti depuis sa création en 2003. Depuis 2018, Anne Féconde Noah est la première vice-présidente du parti.

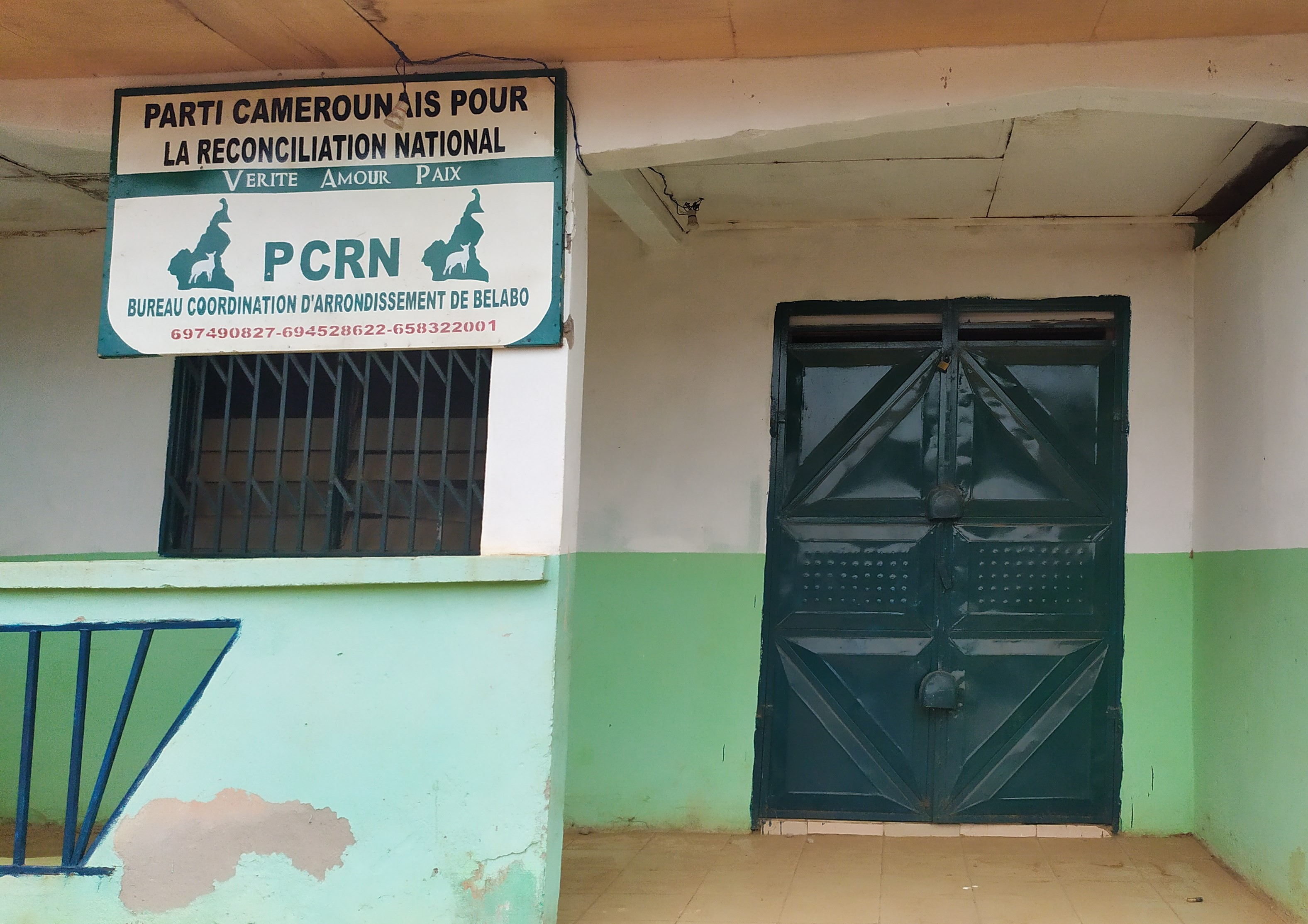
Bureau du PCRN à Belabo, Region de l'Est

 Le PCRN participe aux élections législatives et municipales de février 2020, et remporte 5 sièges à l'assemblée nationale, 7 communes, et plus de 200 conseillers municipaux,.

## Députés PCRN à l'Assemblée nationale
| Député                        | Circonscription | Région   |
| ----------------------------- | --------------- | -------- |
| Cabral Libii                  | Nyong-et-Kéllé  | Centre   |
| Ngo Issi Rolande Adele        | Nyong-et-Kéllé  | Centre   |
| Ndjip Bienvenu                | Nyong-et-Kéllé  | Centre   |
| Biba Francois Prostin         | Sanaga-Maritime | Littoral |
| Nourane Fotsing Moluh Hassana | Wouri Est       | Littoral |